# Tercera División Provincial de Fútbol de Lima 1926
La Tercera División Provincial de Lima fue creada en el año 1926. En ella participó los clubes limeños y chalacos que militaban en la Segunda División y en la Tercera División de la Liga Peruana de Football. Los mejores equipos del campeonato, son promovidos a la Segunda División Provincial de Lima del siguiente año.

## Historia
En el año 1926, la Federación Peruana de Fútbol, restructura el campeonato peruano. Se establece el campeonato de la Tercera División Provincial, como categoría inferior a la Segunda División Provincial de Lima. Fue la primera edición de la Tercera División Provincial. 
En el presente campeonato, participó diferentes equipos de los varios distritos de Lima y de la Provincia Constitucional del Callao. Se otorgó, 22 plazas para ascender a la división superior.

## Estructura

### Liga Peruana N°1
- Sporting Lavarello (Sportivo  Lavarello) - Asciende
- Atlético Buenos Aires Lima - Asciende
- Sanguinetti y Dasso Lima - Asciende
- Sportivo Uruguay Lima - Asciende
- Juvenil Huracán Lima - Asciende
- The Racing FBC Lima - Asciende
- Atlético Victoria Lima
- Juventud El Sol Lima
- Sport Rada y Gamio Lima
- Alianza 2 de Mayo Lima
- Strong Boys Lima
- Barcelona FBC Lima
- Unión Guadalupe Breña
- Simón Maggiolo Lima
- American Star Lima
- Alianza Huancavelica Lima
- Carlos de Pierola Lima
- Simón Maggiolo Lima

### Liga Peruana N°2 (Asociación Amateur)
- Atlético Ucayali Lima - Asciende
- Juventud Ormeño - Asciende
- Sport Las Leonas - Asciende
- Atlético Sierra Córdoba - Asciende
- Unión Atlético Lima - Asciende
- Sport Pizarro Rímac
- Intelectual Raymondi La Victoria
- Sport Pensilvania Lima
- Juventud Nepeña Lima
- Focion Mariategui Lima
- Juventud Washingthon Lima
- Circolo Sportivo Manzanilla La Victoria
- Sport San Jacinto La Victoria
- Alianza San Jacinto La Victoria
- Juventud Huaquilla La Victoria
- Teniente Podesta Lima
- Huaman de los Heros Lima
- Juventud Sandino Lima

### Liga Chalaca

#### Serie 1
- Federico Fernandini Callao - Asciende
- Inca Callao - Asciende
- Progresista Callao - Asciende
- Jesús M Salazar Callao - Asciende
- Independiente Callao - Asciende
- Boca Juniors Callao - Asciende
- Young Meng Athletic Club- Asciende
- Porteño FBC Callao
- Alfonso Ugarte Callao
- Atlético America Callao
- Callao FBC Callao
- Radian Star Callao

#### Serie 2
- Unión Estrella Callao - Asciende
- Independencia Callao - Asciende
- Gonzales Prada Callao - Asciende
- Progreso Callao - Asciende
- Atlético Bilis Callao- Asciende
- Atlético Buenos Aires Callao
- Alianza Bellavista
- Octavio Casanave Callao
- Social Callao
- Atlético Miguel Grau Callao
- Círculo de Empleados Callao

### Liga de los Balnearios del Sur
- Buenos Aires Chorrillos - Asciende
- Jorge Chávez Miraflores - Asciende
- Once Amigos Miraflores
- Alfonso Ugarte Barranco
- Sport Calavera
- Obrero Chorrillos
- Independencia Miraflores
- Pierola Barranco
- Nacional Miraflores
- Asociación Chorrillos
- Sport Juventud Miraflores
- Calavera N°2 Surco
- José Olaya Chorrillos N°2
- Obrero Chorrillos N°2

### A.D. Rímac
- Team Combinado Rímac - Asciende
- Peruvian Boys - Asciende
- Sport Pizarro Rimac
- Santa Rosa Rimac
- Diego de Almagro Rimac
- 5.ª Compañía de Seguridad Rimac
- Independencia Sporting Rimac
- Asociación Bolívar Rimac
- Atlético Rimac
- Mariscal Sucre  Rimac
- Sportivo Escomel Rimac
- Alianza Marañon Rimac
- Nacional FBC Rimac
- Guillermo Pretzel Rimac
- Ricardo Palma Rimac
- Sportivo Palermo Rimac
- Octavio Espinoza Rimac
- Sportivo Ideal Rimac

### A.D. Barrios Altos
- Juventud Soledad - Asciende
- Sportivo Melgar  - Asciende
- Unión Cocharcas  - Asciende
- Atlético Córdoba
- Racing FBC
- Unión América
- Teniente Podesta Lima
- Alianza San Martin Lima
- Ricardo Treneman Lima
- Manuel Morales Lima
- Sport Cabana N°1
- Juventud Astro Lima
- Black and White Lima
- Atlético Rosarino Lima
- Juventud White Star

## Enlaces
- Segunda y Tercera Provincial del Perú 1926
- Historia de la segunda división y de liga provincial de lima.